# العلاقات الإريترية الكوستاريكية
العلاقات الإريترية الكوستاريكية هي العلاقات الثنائية التي تجمع بين إريتريا وكوستاريكا.

## مقارنة بين البلدين
هذه مقارنة عامة ومرجعية للدولتين:
| وجه المقارنة                                              | إريتريا                                      | كوستاريكا                                 |
| --------------------------------------------------------- | -------------------------------------------- | ----------------------------------------- |
| المساحة (كم2)                                             | 117.60 ألف                                   | 51.10 ألف                                 |
| عدد السكان (نسمة)                                         | 6.33 مليون                                   | 4.91 مليون                                |
| الكثافة السكانية (ن./كم²)                                 | 53.83                                        | 96.09                                     |
| العاصمة                                                   | أسمرة                                        | سان خوسيه                                 |
| اللغة الرسمية                                             | اللغة التغرينية، اللغة العربية، لغة إنجليزية | اللغة الإسبانية                           |
| العملة                                                    | ناكفا                                        | كولون كوستاريكي                           |
| الناتج المحلي الإجمالي (بليون دولار)                      | 2.61 مليار                                   | 57.06 مليار                               |
| الناتج المحلي الإجمالي (تعادل القوة الشرائية) بليون دولار |                                              | 74.98 مليار                               |
| الناتج المحلي الإجمالي الاسمي للفرد دولار أمريكي          |                                              | 11.26 ألف                                 |
| الناتج المحلي الإجمالي للفرد دولار أمريكي                 |                                              | 14.92 ألف                                 |
| مؤشر التنمية البشرية                                      | 0.391                                        | 0.766                                     |
| رمز المكالمات الدولي                                      | +291                                         | +506                                      |
| رمز الإنترنت                                              | .er                                          | .cr، قائمة نطاقات المستوى الأعلى للإنترنت |
| المنطقة الزمنية                                           | ت ع م+03:00                                  | 00                                        |

## منظمات دولية مشتركة
يشترك البلدان في عضوية مجموعة من المنظمات الدولية، منها:
| علم المنظمة | اسم المنظمة                        | تاريخ انضمام إريتريا | تاريخ انضمام كوستاريكا |
| ----------- | ---------------------------------- | -------------------- | ---------------------- |
|             | مؤسسة التمويل الدولية              | 11 أكتوبر 1995       | 20 يوليو 1956          |
|             | منظمة حظر الأسلحة الكيميائية       | ?                    | ?                      |
|             | يونسكو                             | 2 سبتمبر 1993        | 19 مايو 1950           |
|             | الاتحاد الدولي للاتصالات           | 6 أغسطس 1993         | 13 سبتمبر 1932         |
|             | الأمم المتحدة                      | 28 مايو 1993         | 2 نوفمبر 1945          |
|             | منظمة الشرطة الجنائية الدولية      | ?                    | ?                      |
|             | البنك الدولي للإنشاء والتعمير      | 6 يوليو 1994         | 8 يناير 1946           |
|             | الاتحاد البريدي العالمي            | ?                    | ?                      |
|             | مؤسسة التنمية الدولية              | 6 يوليو 1994         | 30 يونيو 1961          |
|             | وكالة ضمان الاستثمار متعدد الأطراف | 10 سبتمبر 1996       | 8 فبراير 1994          |

## وصلات خارجية
- موقع وزارة الخارجية الكوستاريكية